# Hypocéphale

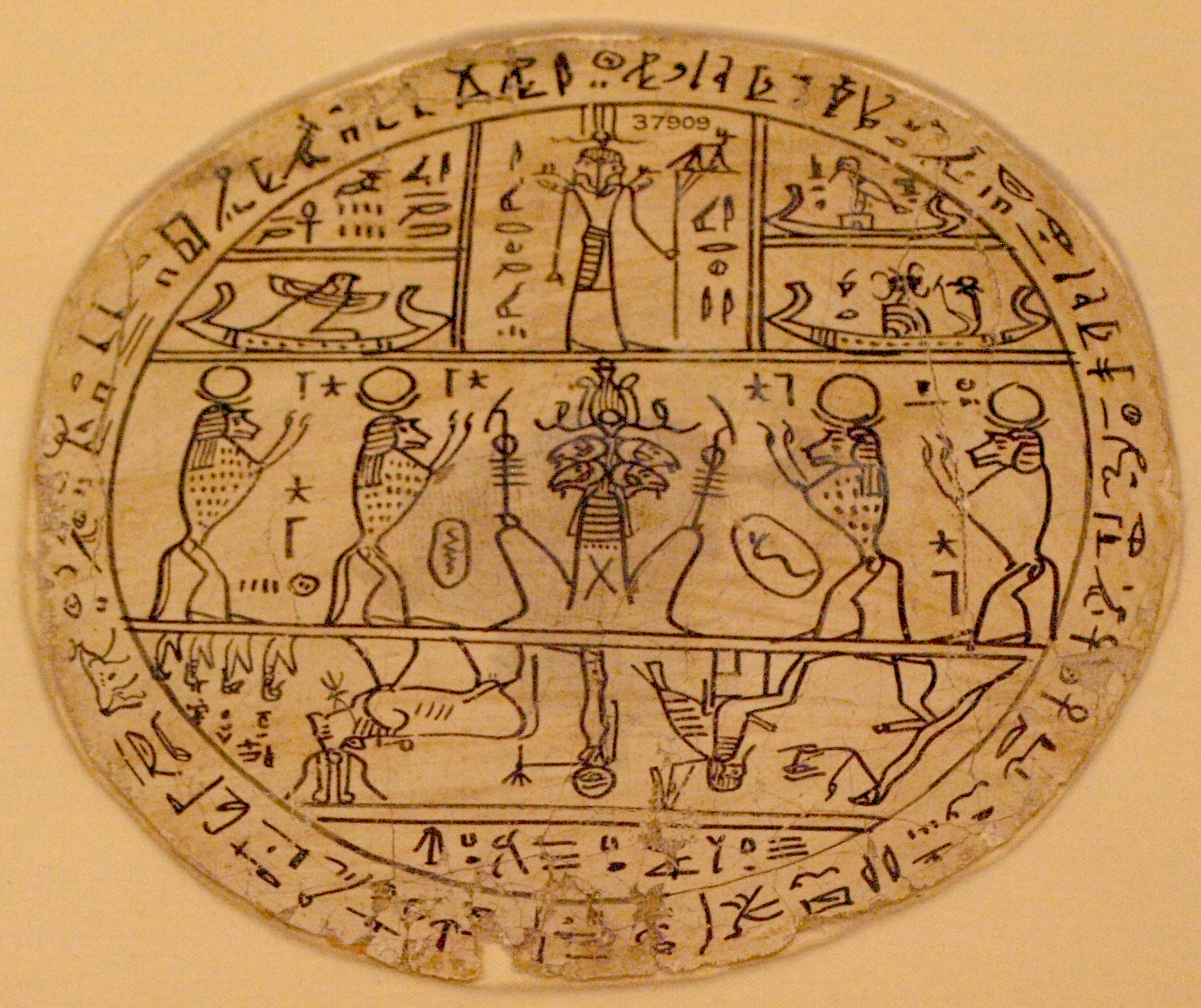
Hypocéphale de Tasheritkhons inscrit avec le chapitre 162 du Livre des morts, exposé au British Museum

Les  hypocéphales de l'Égypte ancienne sont des éléments du mobilier funéraire égyptien.

## Description
Les hypocéphales, voulant dire "sous la tête", sont des objets fascinants, énigmatiques et méconnus du grand public. Ces éléments du mobilier funéraire égyptien, des époques tardives (saïte, ptolémaïque et romaine), en forme de disque étaient placés "sous la tête" des momies. C'est Jean-François Champollion qui a nommé ces disques ainsi.
D'un diamètre pouvant varier entre neuf et vingt-trois centimètres, ils  sont, pour la plupart, constitués de toile de lin recouverte d'une couche de stuc de couleur claire permettant ainsi de recevoir le calame du scribe. Toutefois, les matériaux sont divers : stuc, papyrus, bois ou cartonnage peint ; bronze gravé. Scènes et textes religieux étaient exécutés à l'encre noire sur toute la surface du disque côté recto et parfois sur les recto et verso. Certains hypocéphales étaient peints directement sur le masque funéraire, au-dessus du crâne.

## Fonction
Les hypocéphales avaient pour fonction d'élever le défunt à l'état de « glorieux » et de l'aider à atteindre l'éternité à l'instar du dieu Rê-Osiris.
L'égyptologue Brigitte Vallée travaille depuis 1995 sur ces objets. Elle en a établi un corpus d'environ cent-cinquante spécimens, tous différents. Elle les a classés, déchiffrés, comparés, analysés.